# Presidenti della Società Sportiva Lazio
(Umberto Lenzini, attribuita)
A partire dalla fondazione del club ad oggi, alla guida della Società Sportiva Lazio, società calcistica italiana per azioni con sede a Roma, si sono avvicendati 36 presidenti, di cui 4 hanno svolto anche il ruolo di commissario straordinario, 2 anche come reggenti ed altrettanti ad interim.
Il primo massimo dirigente della società biancoceleste fu il Cavalier Giuseppe Pedercini.
Il periodo più lungo in carica è appannaggio di Claudio Lotito, attualmente alla guida della Lazio dal 19 luglio 2004, quando tramite la sua "Lazio Events S.r.l." acquista il 26,969% del capitale sociale, salvando di fatto il club da una situazione economica fallimentare; Sergio Cragnotti, presidente dal 1992 al 1994 eppoi dal 1998 al 2003, vanta il palmarès più ampio della storia del club (7 trofei complessivi).
Da citare anche le presidenze di Umberto Lenzini, indimenticato patron del primo Scudetto biancoceleste (1973-74), Leonardo Siliato, il quale ebbe l'onore di alzare il primo trofeo ufficiale vinto dalle Aquile, ovvero la Coppa Italia (1958), e di Fortunato Ballerini, in carica per 18 anni (1904-1922) e al cui mandato si deve, il 3 ottobre 1910, l'istituzione ufficiale della sezione calcistica biancoceleste.
Sono stati sia calciatori che presidenti della Lazio (in ordine cronologico): Gerardo Branca, Olindo Bitetti, Giorgio Chinaglia e Gianmarco Calleri. È stato sia allenatore che presidente della Lazio Dino Zoff, che ha guidato in panchina la compagine biancoceleste in più periodi.

## Elenco cronologico
Di seguito è presente l'elenco completo dei presidenti della S.S. Lazio, dalla fondazione del club ad oggi:
- 1901 - 1904:  Giuseppe Pedercini
- 1904 - 1922:  Fortunato Ballerini
- 1922 - 1923:  Enrico Giammei
- 1924 - 1925:  Giorgio Guglielmi
- 1925 - 1926:  Gerardo Branca
- 1926 - 1929:  Riccardo Barisonzo
- 1929 - 1932:  Remo Zenobi
- 1932:  Alfredo Palmieri
- 1932 - 1933:  Remo Zenobi
- 1933 - 1936:  Eugenio Gualdi
- 1936 - 1938:  Erberto Vaselli
- 1938:  Olindo Bitetti (ad interim)
- 1938 - 1939:  Remo Zenobi
- 1939 - 1940:  Andrea Ercoli
- 1940 - 1941:  Luigi Cecconi (reggente)
- 1941 - 1944:  Giovanni Minotto
- 1944 - 1945:  Andrea Ercoli
- 1945:  Arnaldo Coni
- 1945 - 1948:  Andrea Ercoli
- 1948:  Renato Bornigia
- 1948:  Giuseppe Rivola
- 1948 - 1949:  Giovanni Mazzitelli
- 1949 - 1953:  Remo Zenobi
- 1953:  Antonio Annunziata
- 1953 - 1954:  Costantino Tessarolo (ad interim)
- 1954 - 1956:  Costantino Tessarolo e  Mario Vaselli
- 1956 - 1960:  Leonardo Siliato
- 1960:  Andrea Ercoli (reggente)
- 1960 - 1961:  Costantino Tessarolo (commissario straordinario e poi presidente)
- 1961 - 1962:  Massimo Giovannini (commissario straordinario)
- 1962 - 1963:  Ernesto Brivio
- 1963 - 1964:  Angelo Miceli (commissario straordinario e poi presidente)
- 1964:  Massimo Giovannini (commissario straordinario)
- 1964 - 1965:  Giorgio Vaccaro
- 1965:  Gian Chiarion Casoni (commissario straordinario)
- 1965 - 1980:   Umberto Lenzini
- 1980 - 1981:   Aldo Lenzini
- 1981 - 1983:  Gian Chiarion Casoni
- 1983 - 1986:  Giorgio Chinaglia
- 1986:  Franco Chimenti
- 1986 - 1992:  Gianmarco Calleri
- 1992 - 1994:  Sergio Cragnotti
- 1994 - 1998:  Dino Zoff
- 1998 - 2003:  Sergio Cragnotti
- 2003 - 2004:  Ugo Longo
- 2004 - oggi:  Claudio Lotito

## Elenco in base agli anni di presidenza
- 21 anni

Claudio Lotito (2004-in corso)
- 18 anni

Fortunato Ballerini (1904-1922)
- 15 anni

Umberto Lenzini (1965-1980)
- 9 anni

Remo Zenobi (1929-1932, 1932-1933, 1938-1939 e 1949-1953)
- 7 anni

Sergio Cragnotti (1992-1994 e 1998-2003)
- 6 anni

Andrea Ercoli (1939-1940, 1944-1945, 1945-1948 e 1960)
Gianmarco Calleri (1986-1992)
- 4 anni

Costantino Tessarolo (1953-1954, 1954-1956 e 1960-1961)
Leonardo Siliato (1956-1960)
Dino Zoff (1994-1998)
- 3 anni

Giuseppe Pedercini (1901-1904)
Riccardo Barisonzo (1926-1929)
Eugenio Gualdi (1933-1936)
Giovanni Minotto (1941-1944)
Gian Chiarion Casoni (1965 e 1981-1983)
Giorgio Chinaglia (1983-1986)
- 2 anni

Erberto Vaselli (1936-1938)
Mario Vaselli (1954-1956)
Massimo Giovannini (1961-1962 e 1964)
- 1 anno

Enrico Giammei (1922-1923)
Giorgio Guglielmi (1924-1925)
Gerardo Branca (1925-1926)
Luigi Cecconi (1940-1941)
Giovanni Mazzitelli (1948-1949)
Ernesto Brivio (1962-1963)
Angelo Miceli (1963-1964)
Giorgio Vaccaro (1964-1965)
Aldo Lenzini (1980-1981)
Ugo Longo (2003-2004)
- meno di un anno

Alfredo Palmieri (1932)
Olindo Bitetti (1938)
Arnaldo Coni (1945)
Renato Bornigia (1948)
Giuseppe Rivola (1948)
Antonio Annunziata (1953)
Franco Chimenti (1986)